# Gliniska (Liszki)
Gliniska – część wsi Liszki w Polsce, położona w województwie małopolskim, w powiecie krakowskim, w gminie Liszki.
W latach 1975–1998 Gliniska administracyjnie należały do województwa krakowskiego.